# Los hijos de Fierro
 Los hijos de Fierro és una pel·lícula de l'Argentina filmada en blanc i negre dirigida per Fernando Solanas sobre el seu propi guió segons el poema El Gaucho Martín Fierro de José Hernández que es va estrenar el 12 d'abril de 1984 i que va tenir com a actors principals a Julio Troxler, Juan Carlos Gené, Arturo Maly i Jorge de la Riestra. La pel·lícula va ser exhibida en Hongria el 3 de gener de 1980. El director de fotografia va ser el futur director de cinema Juan Carlos Desanzo.

## Sinopsi
Visió peronista de la seva història entre la caiguda en 1955 i el triomf electoral de 1973 usant una metàfora del poema El Gaucho Martín Fierro.

## Repartiment
Hi van intervenir els següents intèrprets:
- Julio Troxler …El fill major
- Martiniano Martínez …Picardia
- José Almejeiras …El fill menor
- Juan Carlos Gené …El Negre
- Arturo Maly … Cruz
- Mary Tapia … Alma
- Jorge de la Riestra … Vizcacha
- Aldo Barbero …Veu en off del relator
- Fernando Vegal …Veu en off de Martín Fierro
- Dalmiro Sáenz …Veu en off
- Enrique González Bergez
- Paulino Andrada
- Washington Denegri Gómez ...Extra
- Antonio Ameijeiras
- César Marcos	...	Pardal
- Sebastián Villalba …Angelito
- Oscar Matarrese …El Comandant
- Herminia Martínez …Teresa
- Lidia Masaferro …Elvira
- Guadalupe Aparicio
- Hubert Copello
- Rubén de Leiva
- Juan Carlos Desanzo
- Raúl Lagomarsino
- José Vera
- Julio Vera
- Lidio Vera

## Comentaris
La Nación va opinar:
| « | «Solanas ha introduït aquí elements del neorealisme, utilitzant de pas intèrprets professionals barrejats amb uns altres més bisoños. Això ha permès una solidesa major que… la seva pel·lícula anterior…L'enfocament és simple: hi ha identificació de Martín Fierro amb Perón i els fills del títol són els seus partidaris més radicalitzats. El film acaba amb la tornada d'aquell.» | » |

Clarín va dir:
| « | «El polític amb valor estètic…cinema ideològic per excel·lència….una realització per a res obviable com a fet estètic…per la seva narrativa atípica.» | » |

César Magrini en El Cronista Comercial va dir:
| « | «Aquesta paràfrasi del ‘’Martín Fierro’’ (el contacte amb l'obra d'Hernández és esporàdic, però les seves alternatives han estat utilitzades amb gran astúcia en el guió) no és una altra cosa que l'apologia del peronisme, sobretot …als seus corrents d'esquerra més avançada.» | » |

Manrupe i Portela escriuen:
| « | «Començada a filmar en 1972 i conclosa en 1975, la censura va demorar la seva estrena per raons polítiques i recentment es va estrenar nou anys després quan el seu missatge original havia perdut el significat inicial (el retorn del peronisme. Amb llenguatge lligat a la cultura popular, visualment impactant, és l'última estrena del Grupo Cine Liberación.» | » |